# Adoxia sulcifer
Adoxia sulcifer es un coleóptero de la familia Chrysomelidae.
Fue descrita científicamente por primera vez en 1893 por Broun.